# Технонаціоналізм
Технонаціоналізм — це концепція розуміння впливу технологій на суспільство та культуру конкретної нації. Один з широко вживаних прикладів цього підходу — це використання технологій для сприяння націоналістичним цілям з метою підтримки спілкування та зміцнення національної ідентичності. Алекс Капрі вказує, що зростання технонаціоналістичних підходів призвело до прискорення змагань між США та Китаєм у просуванні ідеологічних цінностей через зміну інституцій та стандартів. Ця концепція висловлює переконання, що успіх нації можна виміряти за тим, наскільки успішно вона впроваджує інновації та поширює технології серед свого населення. Технологічні націоналісти вважають, що національні науково-дослідні зусилля та їх ефективність є ключовими факторами загального розвитку, стабільності та процвітання нації. Технонаціоналізм стає все більш популярним методом управління, який пов'язує технологічний потенціал та самодостатність нації з її державною безпекою, економічним розвитком і соціальною стабільністю. Це відповідь на нову еру глобальної системної конкуренції між різними ідеологіями економічного розвитку.

## Лідери інновацій
Технологічний націоналізм постійно асоціюється із конкретними країнами, які славляться своєю здатністю до інновацій. Країни та регіони, такі як Велика Британія, Німеччина та Північна Америка, набули репутації лідерів у сфері технологічного прогресу. При визначенні лідерів технологічних інновацій було зауважено, що «технології асоціюються із певними націями. Бавовняний текстиль і парогенератор вважаються британськими, хімікати — німецькими, масове виробництво — північноамериканським, споживча електроніка — японською». Ці країни вивчилися завдяки міцним економічним зв'язкам із технологічним розвитком. «Історики та інші вважають, що Німеччина та Америка стрімко просувалися на початку двадцятого століття завдяки швидким національним інноваціям». Завдяки впливу технологій на економічне зростання виникає невиборний зв'язок між економічним просперитетом і націоналізмом. Британія є прикладом такого зв'язку між економічним розцвітом і технологічними інноваціями, інвестуючи значні кошти у технологічні дослідження та розробки, щоб відповідати інноваційним стандартам інших країн.
Сучасний техно-націоналізм проявляється в геополітичному змаганні, зокрема між Сполученими Штатами та Китаєм. Зростання геополітичних напруг та відокремлення у сфері технологій між Сполученими Штатами та Китаєм призвело до ухвалення закону про CHIPS для Америки, спрямованого на підтримку внутрішніх технологічних інновацій у США, та плану «Made In China 2025», який має за мету закріпити лідерство Китаю як глобальної сили у високотехнологічних секторах. Конкурентна природа цих двох стратегій спрямована на відновлення націоналістичних настроїв у сфері технологічного прогресу та національного розвитку, і її наслідки особливо відчутні в геополітичних та торговельних справах.

## Китай
Протягом останнього десятиліття Китай запустив різні ініціативи, зокрема «Made in China 2025» і «China Standards 2035», з метою зменшення своєї залежності від іноземних технологій. Під час Всекитайських зборів народних представників у 2020 році Комуністична партія Китаю оголосила про подвоєння двох визначальних промислових ініціатив та інвестицію в сумі 1,4 трильйона доларів США в схему державних витрат на цифрову інфраструктуру. Як технологічний гігант, Китай виступає в ролі провідного інноватора як на світовому, так і внутрішньому рівнях. Хоча Китай залишається зацікавленим у вивченні можливостей поза своїми кордонами, особливо в сфері напівпровідників, промисловий величезний прагне догнати технічну перевагу Сполучених Штатів.

## Індонезія
Індонезія рідко розглядається як територія, де відбуваються великі інновації. Однак в контексті технологічного націоналізму Індонезія є лідером. У 1976 році була заснована державна компанія Industri Pesawat Terban Nusantara (IPTN), спеціалізована в області авіації та космічних подорожей. Невдовзі IPTN отримала значні інвестиції від уряду в розмірі 2 мільярдів доларів, що зробило її однією з найбільших компаній у країні розвиваючогося світу і одним із небагатьох виробників літаків. Цей вражаючий успіх робив індонезійців пишними за свою країну і перетворив IPTN на «видатний символ індонезійської національної поваги та гордості». Ця нова впевненість дозволила індонезійцям вважати себе «рівними жителям Заходу», наголошуючи, що гордість за власну країну може бути прямим результатом технологічних інвестицій.

## Канада
У 19 столітті найбільшим викликом для Канади стало завдання об’єднати країну, що розташована на великому континенті. Побудова Канадсько-Тихоокеанської залізниці (з 1881 по 1885 рік) визначалася як умисна політична та економічна ініціатива з метою об'єднання різних регіонів Канади та створення зв'язку між Східною та Західною Канадою, а також між центральною частиною країни та її внутрішніми регіонами. Джон А. Макдональд вважав, що цей проект будується на переконанні в здатності технологій подолати фізичні бар'єри. Оскільки технології були адаптовані під канадські потреби, вони сприяли національній риториці, за якою залізниці стали невід’ємною складовою частиною національної інфраструктури. Цей дух технологічного націоналізму також підтримав розвиток телерадіомовлення в країні і сприяв формуванню національної ідентичності. За парадоксальністю ситуації можна відзначити, що ці технології, які історик Гарольд Інніс охарактеризував як «зв'язування простору», одночасно підтримували і підривали процес формування канадської нації. Основаними на зв'язку, а не на змісті, вони не надавали переваги конкретному набору цінностей, крім тих, що випливали з торгівлі та спілкування, і, таким чином, сприяли інтеграції Канади, спочатку у Британську імперію, а потім у Американську імперію.

## Дивись також
- Теорія комунікації
- Ідентитарний рух
- Націотворення
- Націоналізм
- Політичні комунікації
- Політична риторика
- Техноглобалізм
- Реакційний модернізм

## Подальше читання
- Технонаціоналізм та його вплив на геополітику та торгівлю, Фонд Хінріха, жовтень 2022 р.
- Стратегічне роз’єднання США та Китаю в технологічному секторі, Фонд Хінріха, червень 2020 р.